# Āq Qāyeh
Āq Qāyeh (persiska: آق قايِه) är en ort i Iran.   Den ligger i provinsen Golestan, i den norra delen av landet, 400 km nordost om huvudstaden Teheran. Āq Qāyeh ligger 37 meter över havet och antalet invånare är 5 114.
Terrängen runt Āq Qāyeh är mycket platt, och sluttar västerut. Runt Āq Qāyeh är det ganska glesbefolkat, med 48 invånare per kvadratkilometer. Närmaste större samhälle är Gonbad-e Kāvūs, 2,8 km söder om Āq Qāyeh. Trakten runt Āq Qāyeh består till största delen av jordbruksmark.